# بيل بيثيا
بيل بيثيا (بالإنجليزية: Bill Bethea)‏ هو لاعب كرة قاعدة أمريكي، ولد في 1942 في هيوستن في الولايات المتحدة.

## وصلات خارجية
- بيل بيثيا على موقعبيزبول رفرنس.كوم (الدوري الرئيسي) (الإنجليزية)